# 海洋無酸素事変
海洋無酸素事変（かいようむさんそじへん、Oceanic Anoxic Events、OAEs）は、海水中の酸素欠乏状態（無酸素または貧酸素）が広範囲に拡大し、海洋環境の変化を引き起こす現象。海洋低酸素事変（かいようていさんそじへん）とも呼ばれる。
この状態の海洋環境は現代とは著しく異なることから、その詳細については解明されていない点が多いものの、地質時代には少なくとも数回が地球規模で発生し、その移行期には生物の大量絶滅が起きたと推測されている。

## 発見と認識

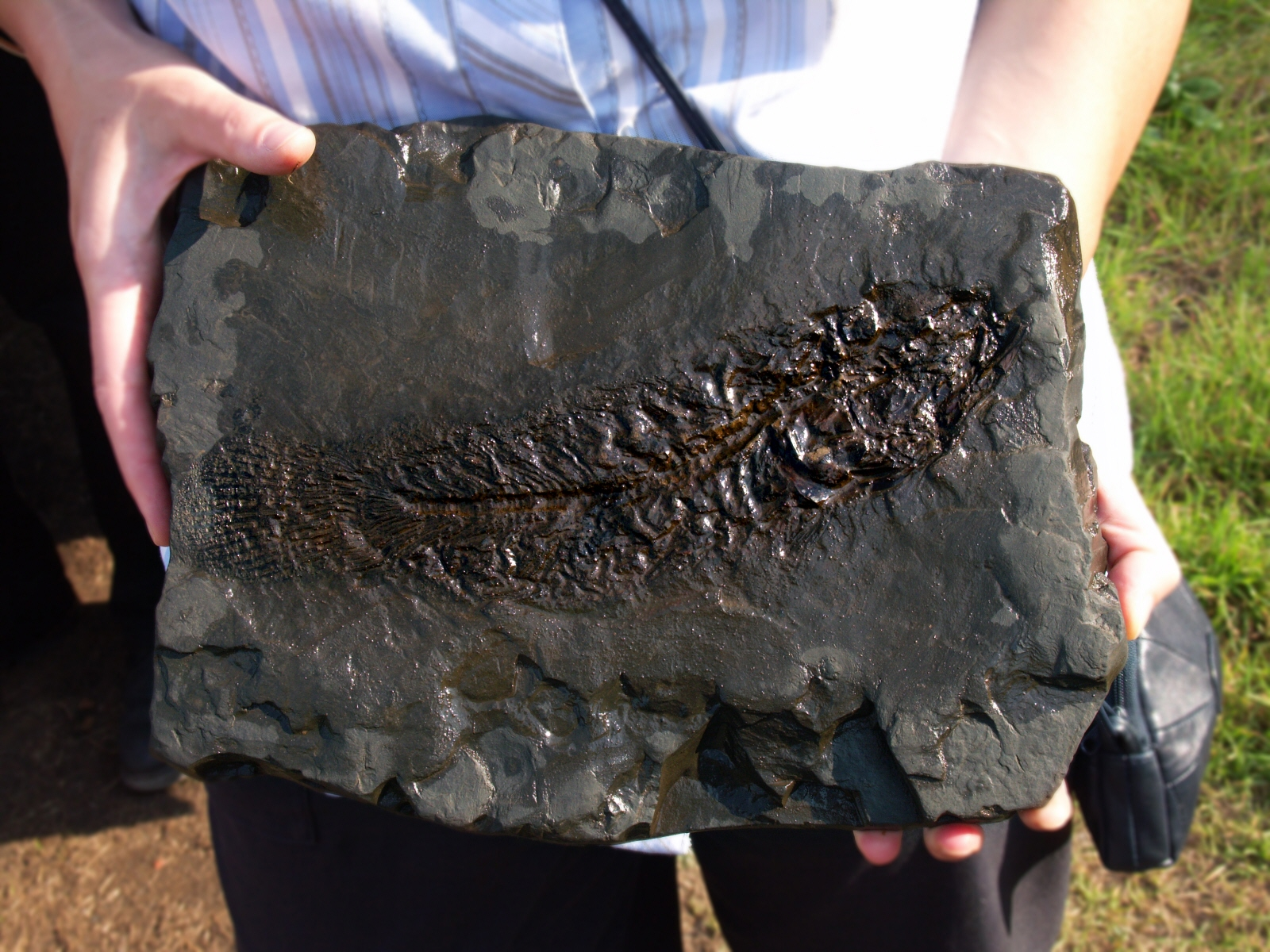
油分を含む黒色頁岩（オイルシェール）。魚とおぼしき化石の形がはっきり残っている。

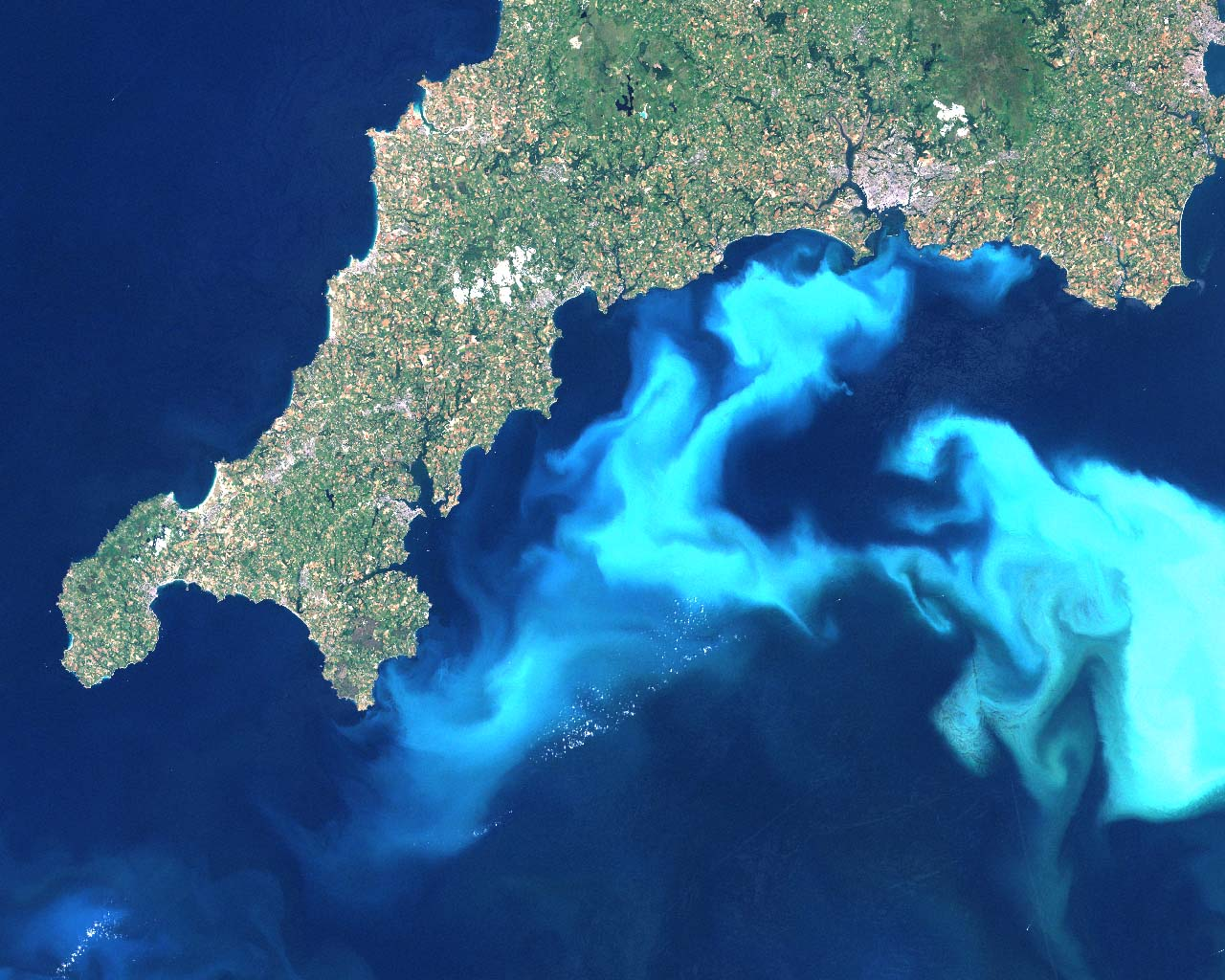
海面の富栄養化による白潮

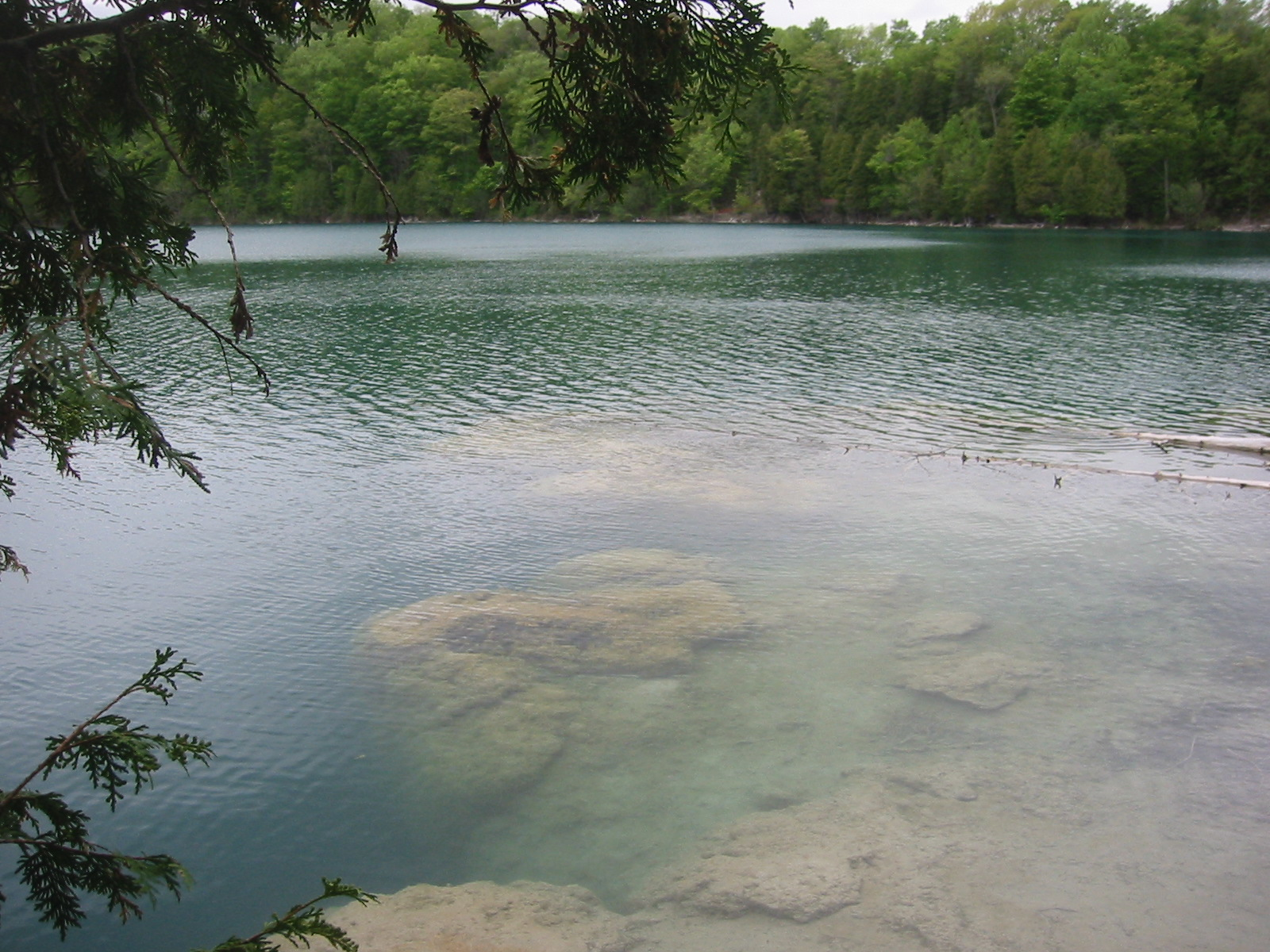
グリーンレイクの富栄養化が進んだ表層部

1976年に Seymour Schlanger、Hugh Jenkyns らにより初めて報告されたこの事変は、有機物が分解されないまま地圧等で変成されて生成された黒色頁岩のような地層が、浅海・深海を問わず、海洋規模ないし全地球規模で同時に堆積していることから見いだされた。この地層の調査から、過去に少なくとも 3回の大規模な海洋無酸素事変 (OAE) が起きたことが認識されている（なお、この他にも幾度か絶滅事変が起きているが、その原因についても研究が進められている）。
この事象が起きると海底付近は無酸素（または極度の低酸素）状態となり、有機物を分解する好気性細菌や動物が生息できない状態となる。海底へ沈んだ生物の死骸等（デトリタス）を分解する生物が海底にいなくなるため、沈んだデトリタスはそのまま堆積する。
つまり、この事象が起きた年代の地層には大量の植物プランクトンや陸生植物その他の生物の死骸が分解されないまま堆積していることが特徴で、そうした地層が特定の年代かつ広範囲にわたって見られることや、その葉理の様子から、海洋無酸素事変の発生が見いだされる。最近ではジュラ紀前期および白亜紀中 3期間で認識されている（en:Hangenberg event、en:Aptian extinction、en:Cenomanian-Turonian boundary event）。
局所的な富栄養化や生物相の貧困化による酸素欠乏状態は現代でも見られる（たとえば赤潮など）が、それが全球規模に拡大すると、逃げ場を失った生物の大量絶滅が起こり、生物多様性が著しく減退する。事実、その時代の地層から発見される化石の種類などからその傾向が見出されている。
また、表層と深層の間で水循環が起こらない、当時と似た環境を研究することで、当時の環境を推定する研究もされている。たとえば日本の上甑島・貝池や、アメリカ合衆国ニューヨーク州のグリーンレイク、黒海などの部分循環湖が該当し、こうした環境では表層部に炭素固定を行う植物プランクトンや窒素固定も行うシアノバクテリアが生息するものの、ある水深（貝池では5メートル、グリーンレイクでは 20メートル付近）を超える深層は水の循環がない酸素欠乏状態となり、その境界部には紅色硫黄細菌や緑色硫黄細菌などの嫌気性光合成細菌が高密度で生息（これらは酸素は無いが太陽光が届く範囲に集まる）し、それより下は硫酸還元細菌などの限られた生物のみが棲む層になる。

このような環境から類推すると、当時の海は広範にわたって硫化水素のような有毒物質も多く存在する環境であり、多くの生物が死滅する一因になったとも考えられている。

## 仕組み

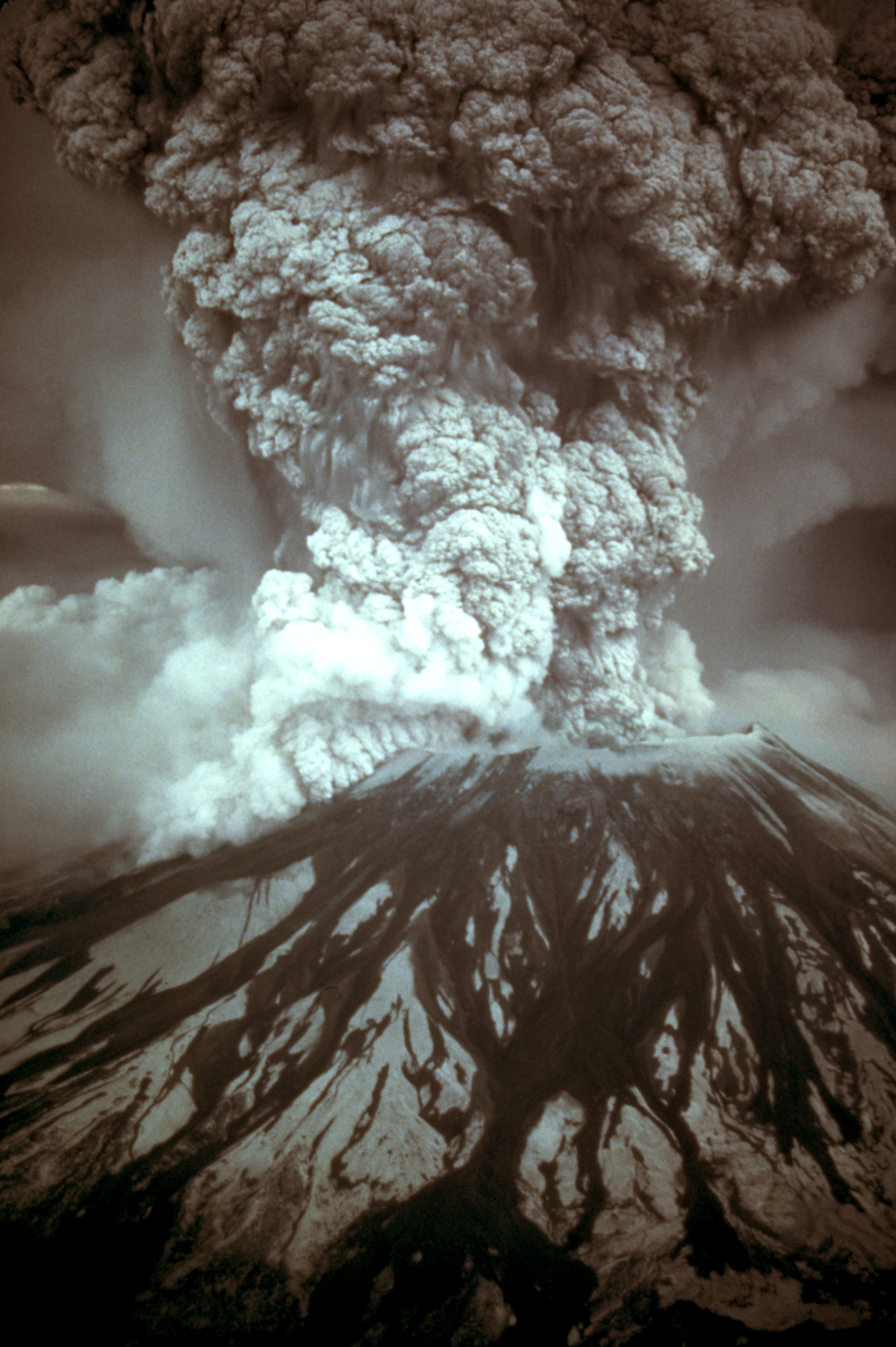
火山活動

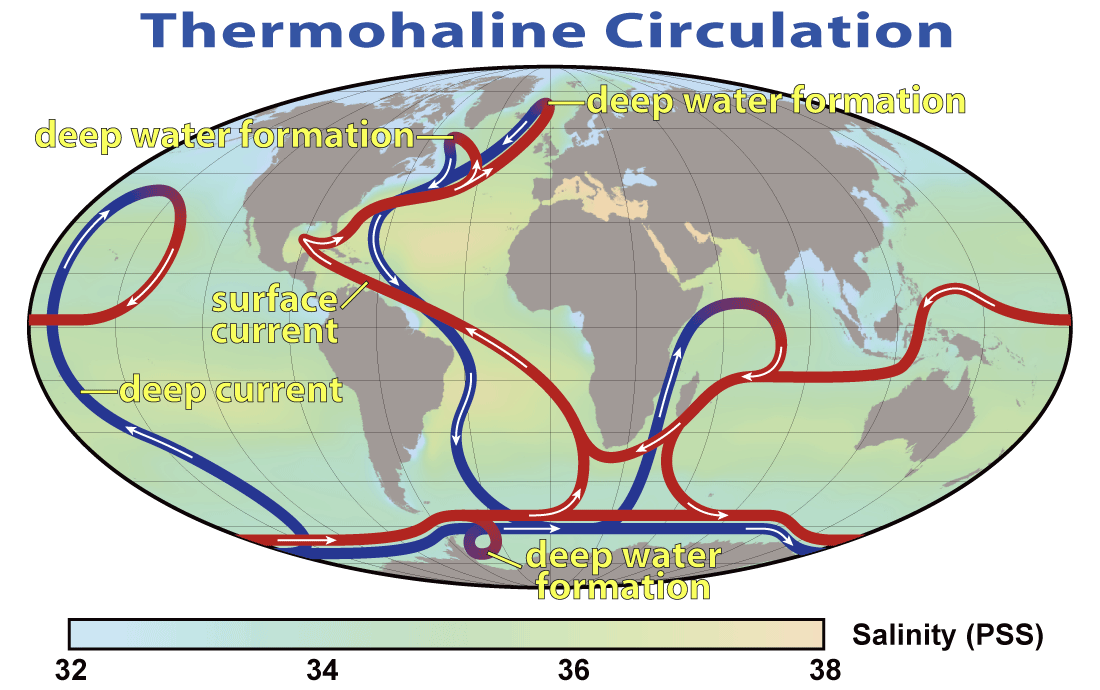
現代の海流。赤色が表層、青色が深層で、deep water formation と書かれた部分で海流が沈み込んでいる。

海洋無酸素事変が起きた直接の要因としては、海洋表層部の生物の活発化、熱塩循環の停滞、陸地からの有機物流入量の増加などが考えられるが、何らかの間接的なイベントが、これらを引き起こした可能性がある。
その当時は地殻変動や火山活動が活発であり、地殻からの炭素噴出や生物の働きなどの影響で大気中の二酸化炭素濃度が高く、温室効果によって地球全体の気温が現代より 6 - 14℃高い時期があり、中でも極地の気温はかなり高くなったと考えられている（この他、メタンハイドレートの大量融解が起こり大量のメタンが大気中に放出されたことをきっかけに挙げる説もある）。これらをきっかけとして生じた気候変動は一定期間続き、数万年から数百万年をかけて徐々に復元していくシナリオが仮定されている。
温室効果によって気温とともに海水温も上昇していく。極地ほど温暖化の影響が大きく、海氷が溶けるとともに陸上の氷床も溶けて海へ流れ込んで海面が上昇する。氷床由来の塩分の低い水は密度が低く、海水の上に滞留し、極地から深層へ流れている熱塩循環を阻害するように働き、深層流が担っていた海底への酸素と熱の移動が停止する。
海底には海中生物の死骸や、それを分解する海底生物への酸素供給が絶たれるため、酸素呼吸していた海底生物は死滅し、死骸が分解されないまま堆積・化石化する。酸素の少ない水中へ没した植物の遺骸は分解されず泥炭として堆積していく。表層海水温が上昇することで大量の蒸発を促し、大気中の水蒸気量が増えたことで大規模な降雨を伴う低気圧が発達、陸上からは土砂とともに大量の栄養素が流入して表層の富栄養化を進める。全海洋規模で海底では嫌気性バクテリアの発生を促し、また表層では大気中の高濃度の二酸化炭素が植物プランクトンの大発生をもたらし、光合成が活発化する。
海洋中の二酸化炭素は徐々に消費され、大気中の二酸化炭素も海水中に溶け込むようになるため分圧が下がり、大気の温暖化効果を弱める。加速度的に起きた効果のため、今度は地球寒冷化が起き、極地で氷床が拡大していき、海面が下降していく。真水の流入が減ることで比重が増した海水は深層へ沈む流れを生じて熱塩循環が復活、酸素は嫌気性バクテリアを酸化する猛毒として働き生物相を交代させてゆく。つまりこの状態が恒常的に続くことはなく、変化に若干の振動を伴いながら次第に終息する。
堆積層で発見される暗褐色や黒色のチャート（頁岩）には硫化物や炭化物を多く含み、その地域で無酸素イベントがあったことの痕跡とされる。黒色チャートの堆積期間や、生物相の変化の期間などから、この現象の開始から終息までの期間は概ね数万年から百万年ほどであったと推定されている。また、研究者によってはこの間にも数万年単位の短期の事変が繰り返されたと指摘する向きもある。

## 化石燃料との相関

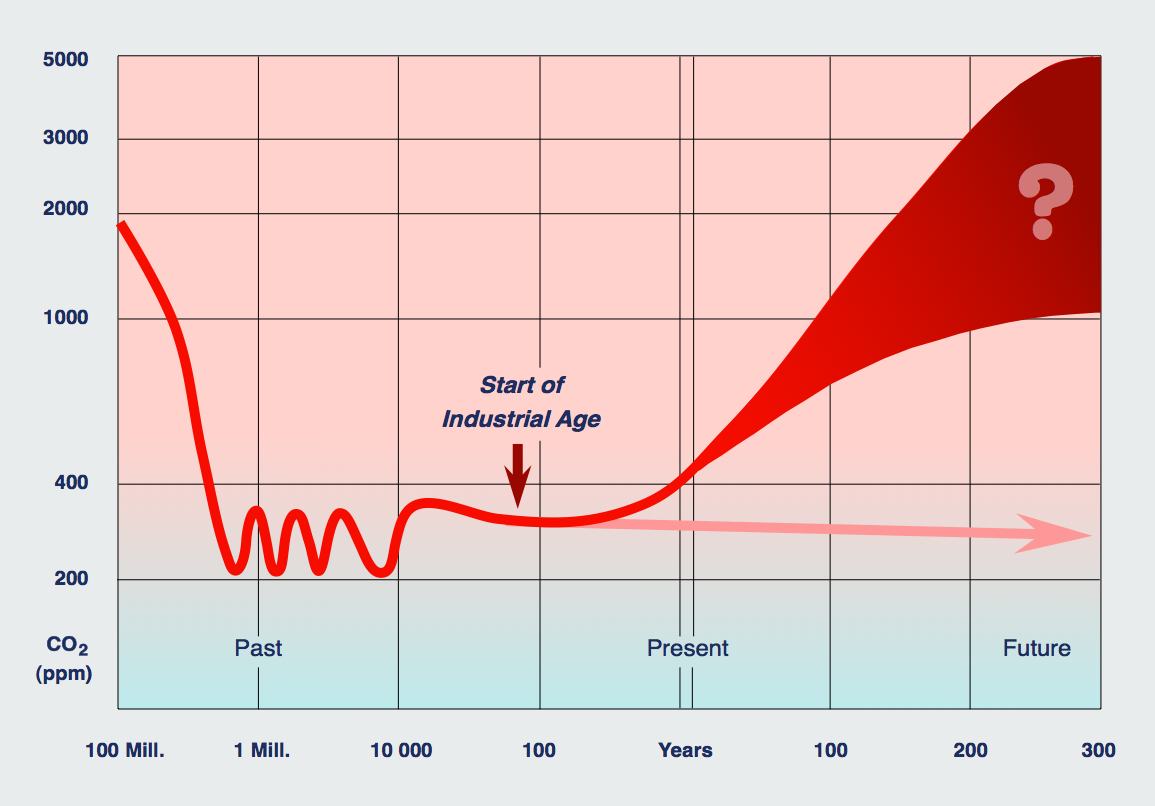
1億年前（白亜紀中期）からの二酸化炭素濃度変化。矢印部分は産業革命時点で、自然要因では長期低落傾向と推定されているも、実際には化石燃料起源の二酸化炭素により急増しており、今後ますます増加するものと考えられている。

この現象が起きていた時代の海底付近の地層は黒色頁岩となるが、これは当時の太陽エネルギーと二酸化炭素を用いて光合成を行った植物の死骸（有機物）が分解されずに堆積したものである。こうした地層では当時の生物が分解されないまま残ることから、その化石が良い状態で発見されることで知られる（ジュラシック・コーストなど）。
さらに、温度・圧力等の諸条件が重なった場所（かつてのテチス海など）では石油や天然ガスの地層が形成される。現代人が化石燃料として掘り出して使っているものはこれらのものであり、つまり数千万年以上前の太陽エネルギーによって生成された有機物が濃縮されたものを取り出して使っていると言える。
なお、人類はこの100年あまりで埋蔵石油量の半分あまりを消費したと考えられており（石油ピークを参照）、大気中の二酸化炭素濃度は当初の約 280ppm から 410ppm ほどにまで増加し、今後はさらに増加すると見込まれている。また、現時点でも極地での融氷が加速しながら続いている、海流の減衰や一部滞留が観測される、などの海洋無酸素状態が引き起こされる兆候が見られるとも指摘されている。